# The Sound of Perseverance
The Sound of Perseverance – siódmy album amerykańskiej grupy deathmetalowej Death. Wydany został w 1998 roku.

## Lista utworów
Opracowano na podstawie materiału źródłowego.
1. "Scavenger of Human Sorrow" (muz. Schuldiner, sł. Schuldiner) – 6:54
2. "Bite the Pain" (muz. Schuldiner, sł. Schuldiner) – 4:29
3. "Spirit Crusher" (muz. Schuldiner, sł. Schuldiner) – 6:44
4. "Story to Tell" (muz. Schuldiner, sł. Schuldiner)– 6:34
5. "Flesh and the Power It Holds" (muz. Schuldiner, sł. Schuldiner) – 8:25
6. "Voice of the Soul" (muz. Schuldiner) – 3:42
7. "To Forgive Is to Suffer" (muz. Schuldiner, sł. Schuldiner) – 5:55
8. "Moment of Clarity" (muz. Schuldiner, sł. Schuldiner) – 7:22
9. "Painkiller" (cover Judas Priest) – 6:03

## Twórcy
Opracowano na podstawie materiału źródłowego.
- Chuck Schuldiner – wokal, gitara rytmiczna, gitara prowadząca, gitara akustyczna, produkcja muzyczna
- Shannon Hamm – gitara rytmiczna, gitara prowadząca
- Scott Clendenin – gitara basowa
- Richard Christy – perkusja
- Jim Morris - produkcja muzyczna, inżynieria dźwięku, miksowanie, mastering
- Travis Smith - okładka, oprawa graficzna
- Alex McKnight - zdjęcia